# Kung Fu Fighting
"Kung Fu Fighting"(쿵후 파이팅 또는 쿵푸 파이팅)은 1974년, 자메이카의 보컬리스트 칼 더글라스(Carl Douglas)가 발표한 싱글 음반이다. 이 노래는 1970년대 말부터 세계적으로 유행한 디스코 장르의 서막을 일찌감치 올린 곡이다.

## 수록 곡 목록
1. "Kung Fu Fighting" (3:15)
2. "Gamblin' Man" (3:03)

### 버스 스톱의 1998년 싱글
1. "Kung Fu Fighting" (라디오 버전) - feat. 칼 더글라스 (3:56)
2. "Throw Those Hands Up" (4:50)
3. "Chinese Sunset" (3:44)
4. "Kung Fu Fighting" (확장 버전) - feat. 칼 더글라스 (5:10)

## 작업
애초 'Kung Fu Fighting'은 글렌 캠벨의 넘버원 히트곡 'Rhinestone Cowboy'를 써 유명해진 래리 웨이스(Larry Weiss) 작품으로 1974년 칼 더글라스에 의해 녹음된 'I Want to Give You My Everything'의 B-사이드에 수록될 곡으로 기획되었다. 하지만, 당시 파이 레코드사 운영진의 결정에 힘입어 결과적으로 단독 싱글로 출시되어 세계적인 성공을 거두었다. 'Kung Fu Fighting'은 칼 더글라스의 자작곡으로 그는 이 곡을 쓸 때 자신이 본 쿵푸 영화, 오스카 피터슨(Oscar Peterson)의 재즈 음악회, 축구하다가 다쳐 진통제를 먹었으나 부작용으로 고생했던 경험, 그리고 영국, 런던에서 쿵후 놀이를 하던 두 꼬마아이를 봤던 것으로부터 영향을 받았다고 했다.

## 반응
"Kung Fu Fighting"은 1974년 미국, 빌보드 싱글 차트 1위, VH1의 "100 Greatest One-Hit Wonders" 100위를 기록하였다. 영국, 채널 4에선 2000년 "Top 10 One-Hit Wonders" 1위, 2006년엔 "50 Greatest One-Hit Wonders" 안에 포함되었다.

## 커버
"Kung Fu Fighting"은 2000년대까지도 워낙 많은 음악가, 가수들이 리메이크하여 그 인기가 끊기지 않고 오랫동안 지속되어 오고 있다.
- 영국 가수 로빈 히치콕이 1990년 음반《Alvin Lives (in Leeds)》의 한 노래로 리메이크하였다.
- 패티 로스버그는 1997년 영화《베벌리 힐스 닌자》OST 수록곡으로 이 노래를 불렀다.
- 원곡에 랩만 덧씌워 리믹스한 영국의 댄스 그룹, 버스 스톱의 1998년 노래는 영국 차트 8위, 오스트레일리아(호주) 차트 15위를 기록하였다.[7]
- 드림웍스에서 만든 2008년 애니메이션 영화《쿵푸 팬더》(Kung Fu Panda) OST 수록곡으로 시로 그린과 잭 블랙이 불러 리메이크 하였다. 한국어 더빙 버전에선 이현도가 프로듀싱을 하고, 가수 비가 불렀다.[8]
- 미국 태생의 중화민국 가수 DJ 제리(DJ Jerry, 제리 로)가 리메이크 곡을 프로듀싱하였다.
- "Kung-Fu Taistelee"라는 제목으로 핀란드 가수, 프레데릭 (Frederik)이 리메이크하였다.[9]
- 더글라스의 고향 나라, 자메이카에서 더 마룬스(The Maroons), 로이드 파크스, 더 시마론스, 플루토 셰빙턴 등 많은 레게 음악가들에게 커버되었다.[10]

## 영화, TV, 게임 인용
- 1972~1975년 미국 ABC에서 방영한 TV 드라마《쿵푸》가 이후 독일에서 방영된 버전에는 주제곡으로 "Kung Fu Fighting"이 사용되었다.
- 《보우핑거》(Bowfinger, 1999년작), 《소림축구》(少林足球, 2001년작), 《시티 오브 갓》(포르투갈어: Cidade de Deus, 2002년작), 《리틀 맨하탄》(Little Manhattan, 2005년작), 《에픽 무비》(Epic Movie, 2007년작), 《러시 아워 3》(Rush Hour 3, 2007년작) 등 많은 영화에 삽입되었다.
- 《쿵푸 허슬》(중국어: 功夫, 영어: Kung Fu Hustle), TV용 영화《웬디 우: 홈커밍 워리어》(Wendy Wu: Homecoming Warrior, 2006년작) 등의 예고편에도 사용되었다.
- 일본의 아케이드 게임 《댄스 댄스 레볼루션》(Dance Dance Revolution)에 삽입되었다.